# 천사의 선택 (1989년 드라마)
《천사의 선택》은 1989년 9월 18일부터 1989년 10월 10일까지 방영된 문화방송 월화 미니시리즈이다. 스코틀랜드 AJ 크로닌의 소설 《성채》를 극화한 것이다.
다수의 시청자들이 문성근 신애라의 데뷔작으로 기억하고 있을 정도로 주연들을 스타 연기자로 발돋음 할 수 있게 한 작품이며 오랜 세월이 경과한 현재도 다수의 시청자들이 잊지 않고 훌륭한 명작 드라마로 기억하고 있으며 기억하는 사람들 사이에 여러 블로그와 커뮤니티를 통해 정보가 교류되고 있다.

## 줄거리
사생아로 태어난 석범은 아홉 살 때 어머니를 잃고 이모를 따라 진해에 있는 외가에 맡겨진다. 시청 말단직원으로 절약을 외치는 완고하고 권위주의적인 이모부, 큰형만을 편애해 비뚤어져있는 둘째형 명규, 음울하고 표정없는 할아버지 등 비정상적인 집안 분위기에 막막하고 낯선 생활을 시작한다. 하지만 이런 시련과 좌절 속에서도 아름다운 마음을 잃지 않으며 차차 집안사람들뿐만 아니라 동네 아이들도 석범에게 호감을 느낀다.
1부 1963년 유년 시기 (당시 진해시)
2부 1971년 유년 시기 / 학생 시기(당시 진해고등학교)
3부 1973년 학생 시기 / 조선소 취업 시기(당시 진해고등학교)
4부 5부 1979년 철암 십자 병원 근무시기 (당시 삼척군 장성읍)
5부 6부 7부 도계 보석 병원 근무시기 (당시 삼척군 도계읍)
7부 8부 1988년 서울 근무시기

## 등장 인물
- 문성근 : 이석범 역 (4회 1979년 배경)
- 고정일 : 석범의 아역 (1회2회 1963년 배경)
- 전현 : 석범의 아역 (2회 1971년 배경 3회 1973년 배경)
- 진영미 : 윤희수 역
- 신애라 : 김화경 역 (아역 : 송혜령 서예진)
- 정애리 : 임영주 역
- 남성훈 : 임영주의 남편 역
- 정동환 : 박용열 역 (철암 일신 의원 원장)
- 홍성민 : 석범의 외할아버지 역
- 김윤경 : 석범의 이모 역
- 문회원 : 석범의 이모부
- 홍학표 : 김준규 역 (석범의 이종 사촌 큰형)
- 김명수 : 김명규 역 (석범의 이종 사촌 작은 형)
- 박성미 : 김인숙 역 (석범의 이종 사촌 누나)
- 맹상훈 : 맹순식 역 (해군 운전병)
- 최우정 : 하경민 역
- 김흥기 : 석범의 고교 시절 담임 교사
- 김민석 : 일산 장학생 선발 고사 응시장 감독관
- 사상기 : 석범이 일산 장학생 선발 고사 응시 시기 주치의
- 남영진 : 생명보험 회사 감독 역
- 문시경 : 석범이 이모 주치의
- 박태호 : 김준규 사기 사건 담당 경찰관
- 윤여정 : 화경의 어머니 역
- 김응석 : 화경의 애인 역
- 김광배 : 박희태 역
- 임재경 : 희태 약혼자
- 박상규 : 손학민 역 (희태 선배 / 내과 과장)
- 홍계일
- 김길호
- 박소현 : 손인행 역
- 홍정선
- 고영수 : 기타 학원 원장역
- 한영숙 : 철암 십자 병원 원장 부인
- 임종국 : 철암 십자 병원 원장 (철암 광업소의 직영 병원이었으나 광업소 측에서 운영에 철수하면서 지정 병원으로 됨)
- 김지영 : 철암 십자병원 원장댁 가사 관리인
- 최선균 : 은행 지점 대리 (철암 십자 병원 원장 부인의 내연남)
- 김진태 : 철암 광업소 감독자 (미연의 아버지)
- 윤진영 : 미연
- 정승현 : 남도식 (철암 의원 원장)
- 서권순 : 남도식의 부인
- 강성욱 : 오재학 역 (도계 보석 병원 의사 / 남도식 부인의 정부)
- 정욱 : 진현 산업 도계 광업 사업소 사장 역
- 이주실 : 진현 산업 도계 광업 사업소 사장 부인 역
- 윤석오 : 지광호 역 (진현 산업 도계 광업소 노조 위원) (윤창우라는 성명으로 출연)
- 오영수 : 양일수 역 (진현 산업 도계 광업소 노조 사무 국장)
- 이성용 : 홍석훈 역 (진현 산업 도계 광업소 노조 위원장)
- 한태일 : 진현 산업 도계 광업소 노조 위원 (태일이라는 예명으로 출연)
- 송영웅 : 송항규 역 (진현 산업 도계 광업 노조 위원)
- 전운 : 윤박사 역 (도계 보석 병원 재단 이사장)
- 서영애 : 윤박사의 부인 역
- 이경호 : 도계 보석 병원 근무 지원 탈락 의사 (태백 지역 근무 경력 및 윤박사 측 추천)
- 박상조 : 도계 보석 병원 재단 사무장
- 홍성선 : 사당 병원 원장 역
- 최종원 : 예술인
- 이승현 : 동료 공원
- 강미 : 동네 부인
- 홍승옥 : 인옥이 엄마
- 박웅 : 서울의 대학 병원 박사 역
- 김성희 : 간호사
- 박재영 : 간호사 역
- 박근영 : 간호사 역
- 윤순홍 : 김재철 역
- 김정 : 세탁소 주인 역
- 김진구 : 안성 슈퍼마켓 주인 역
- 김영님 : 환자역
- 이재훈 : 신성 상운 제무시 덤프 트럭 기사

## 편성 변경
- 1989년 9월 19일 : MBC 뉴스데스크가 15분 축소로 앞당겨 밤 9시 35분부터 방영

## 같이 보기
- 《천국의 나그네》 : 1994년에 《천사의 선택》을 리메이크한 작품이다.